# أيزو 3166-2:CY
أيزو 31166-2:CY هو الجزء المخصص لقبرص في أيزو 3166-2، وهو جزء من معيار أيزو 3166 الذي نشرته المنظمة الدولية للتوحيد القياسي (أيزو)، والذي يُعرف رموز لأسماء التقسيمات الرئيسية (مثل الأقاليم، الجهات، المقاطعات أو الولايات) من جميع البلدان في ترميز أيزو 3166-1.
يتكون كل رمز من جزئين مفصولين بواصلة. الجزء الأول هو CY، وهو رمز وأيزو 3166-1 حرفي 2 للبلد. أما الجزء الثاني فهو عبارة عن حرفين.

## الرموز الحالية
| الرمز | اسم (el – ELOT 743:1982) | اسم (el)   | اسم (tr)   | اسم عربي        |
| ----- | ------------------------ | ---------- | ---------- | --------------- |
| CY-04 | Ammochostos              | Αμμόχωστος | Gazimağusa | منطقة فاماغوستا |
| CY-06 | Keryneia                 | Κερύvεια   | Girne      | منطقة كيرينيا   |
| CY-03 | Larnaka                  | Λάρνακα    | Larnaka    | منطقة لارنكا    |
| CY-01 | Lefkosia                 | Λευκωσία   | Lefkoşa    | منطقة نيقوسيا   |
| CY-02 | Lemesos                  | Λεμεσός    | Leymosun   | منطقة ليماسول   |
| CY-05 | Pafos                    | Πάφος      | Baf        | منطقة بافوس     |